# Ludwig Friedrich Göler von Ravensburg
Ludwig Friedrich Göler von Ravensburg (* 21. September 1707 in Sulzfeld; † 22. Dezember 1757 ebenda) stammt aus der Familie Göler von Ravensburg, einem alten Kraichgauer Adelsgeschlecht, das der Schwäbischen Reichsritterschaft angehörte und deren Stammsitz, die Ravensburg, bei Sulzfeld in Baden-Württemberg liegt. Er war kurpfälzischer Oberamtmann in Simmern.

## Familie
Ludwig Friedrich war der Sohn des Ludwig Ferdinand Göler von Ravensburg (1664–1722), herzoglich württembergischer Kammerherr. Er war verheiratet mit Wilhelmine Friedericke geborene Freiin Horneck von Hornberg (* 21. März 1709 in Sulzfeld), verwitwete  von Thüngen. Sie stiftete den Schmuck der evangelischen Kirche in Sulzfeld, der heute noch erhalten ist: Das große Kruzifix über der Kanzel und die Bilder an der Empore. Das Ehepaar blieb kinderlos.

## Leben
Ludwig Friedrich wurde der „lange Herr“ genannt, seinen Bruder Johann Friedrich II. Göler von Ravensburg bezeichnete man hingegen als den „dicken Herrn“. Ludwig Friedrich errichtete auf der Ravensburg einen zweistöckigen Barockbau mit Balkenkeller, der außen auf der Ringmauer auflag. 1822 wurde dieser Bau von Benjamin Göler von Ravensburg (1782–1834) wieder abgerissen. Ludwig Friedrich war kurpfälzischer Oberamtmann beim Oberamt Simmern.
Die Grabplatte für Ludwig Friedrich Göler von Ravensburg und seine Ehefrau befindet sich an der evangelischen Kirche in Sulzfeld: Sie zeigt allegorische Figuren von Glaube und Hoffnung und zwei trauende Putten.